# 巴黎市旗

巴黎市旗

巴黎市旗由藍色和紅色兩部分構成。這兩種顏色均來自於巴黎市徽。巴黎市旗的藍色和紅色也是法國國旗中藍色和紅色的來源。